# Vekarasaari
Vekarasaari is een eiland in de rivier de Muonio, die de grens vormt tussen Zweden en Finland. Het eiland ligt ter hoogte van Huukki in de Muonio, heeft een oppervlakte van ongeveer drie hectare, geen oeververbinding en is onbebouwd. Stroomop en stroomaf van het eiland liggen er twee kleine eilanden zonder naam in de Muonio.
Kenttäsaari nabij Maunu · Alasaari nabij Karesuando · Kivisaari · Lintiputaansaari · Ungelosaari · Alasaari nabij Palojoensuu · Järämänsaari · Hirvassaari · Niittysaari · Koivusaari (Zweeds) · Palsarinsaari · Kenttäsaari ·  Alkkulasaari · Koivusaari (Fins) · Viiksinsaari · Rukomasaari · Ojasensaari · Luhtasaari · Laurukainen · Naapankisaari · Kihlangisaari · Iso Aareansaari · Vekarasaari · Kolarinsaari · Kokko · Väylänsaari · Pyysaari · Alanen · Lompolonsaari